# Banharn Silpa-Archa
Banharn Silpa-Archa (en tailandés: บรรหาร ศิลปอาชา; 19 de agosto de 1932-Bangkok, 23 de abril de 2016) fue un político tailandés que ostentó el cargo de primer ministro de Tailandia, entre el 13 de julio de 1995 y el 24 de noviembre de 1996.
Fue miembro de la Asamblea Nacional desde 1976, como representante elegido por la provincia de Suphanburi. Siempre obtuvo resultados electorales de más del 60 % de votos en su provincia, y desde 1994 fue el líder del partido de la oposición, Chart Thai, una de las más antiguas formaciones políticas del país. Fue primer ministro entre 1995 y 1996, y le sucedió Chavalit Yongchaiyudh. Fue acusado en muchas ocasiones de ser un hombre corrupto aunque jamás fue juzgado ni condenado por delito alguno.